# A bevetés szabályai
A bevetés szabályai (eredeti címe: Rules of Engagement) egy 2000-ben bemutatott amerikai háborús filmdráma, rendezte William Friedkin. A forgatókönyvet Stephen Gaghan készítette. A produkció főszerepében Tommy Lee Jones és Samuel L. Jackson.
A film premierjét 2000. április 7-én mutatták be az Egyesült Államokban. Magyarországon szeptember 14-től kezdték vetíteni a mozikban.

## Cselekmény
A film az 1968-as vietnámi háború idején kezdődik, amikor az amerikai tengerészgyalogság két párhuzamos egysége és a vietkongok két csoportja csatát vív a dzsungelben. Hays Hodges hadnagy és egysége reménytelen helyzetben találja magát. Ugyanakkor Terry Childers hadnagynak sikerül elfognia a vietnámi vezetőt, Bink Le Cao ezredest a rádiósával együtt. Childers lelövi a rádióst, mire a megfélemlített Cao azonnali visszavonulást rendel el. Childers ezután a korábban megbeszéltek szerint szabadon engedi Caót.
A jemeni Szanaában 28 évvel később erőszakos zavargások törnek ki az amerikai nagykövetség előtt. A megvadult tömeg gyújtószerkezeteket dobál a nagykövetségre, és megpróbálják fegyverrel megrohamozni az épületet. A nagykövetséget evakuálják, Childers parancsára pedig tüzet nyitnak a tömegre, annak ellenére, hogy a fegyveresek között számos nő, gyermek és fegyvertelen ember van. Az eredmény egy 83 halottal és több mint 100 sebesülttel járó mészárlás. A halott nők, gyerekek és idős emberek képei bejárják az egész világot. Washingtonban az Egyesült Államok nemzetbiztonsági tanácsadója úgy akarja minimalizálni a válságot, hogy teljes egészében Childers ezredesre hárítja a felelősséget, és a lehető leggyorsabban hadbíróság elé állítja bűnbakként. Ennek érdekében megsemmisíti a nagykövetségen elhelyezett biztonsági kamera videofelvételét, amely felmenthetné Terry Childers-t, és nyomást gyakorol a nagykövetre, akinek tanúként kellene vallomást tennie a tárgyaláson.
Terry Childers felkéri régi barátját, Hays Hodgest, hogy vegye át a védelmet. Hodges együtt harcolt Childersszel Vietnámban, és az életét neki köszönheti. Közben katonai ügyvédként nyugdíjba készül. Hodges elindul, hogy bizonyítékokat keressen Jemenben, és szembesül a sérült és megcsonkított áldozatok borzalmas látványával. Nem talál felmentő bizonyítékot, és megrendítik a barátja ártatlanságával kapcsolatos kételyek. Mindezek ellenére a hátralévő időben megpróbálja a lehető legjobban előkészíteni a védelmet.
A tárgyalás során a dráma akkor éri el a tetőpontját, amikor Childerst azzal vádolják, hogy nem tartotta be a szolgálati szabályzatot. Elveszti a fejét, és súlyosan terheli magát, miután Bink Le Cao ezredes is megjelenik a vietnami események tanújaként. Úgy tűnik, az esélyek nem az ő javára szólnak, de másnap, Hodges és a katonai ügyész záróbeszédei után meglepetésszerűen felmentik Childerst a fő vádpont, a 83 rendbeli gyilkosság alól. A kérdés azonban továbbra is fennáll, hogy a Jemenben tüntető tömeg tüzet nyitott-e vagy sem. Mivel a döntő bizonyíték, egy videokazetta, amelyen egy térfigyelő kamera felvételei szerepelnek, továbbra sem lelhető fel, sem a vád, sem a védelem nem tudja végül tisztázni ezt a központi kérdést, de Hodgesnek sikerül bebizonyítania, hogy a videokazettának léteznie kellett.
A végkicsengésben rövid szövegek foglalkoznak a további fejlődéssel. Eszerint Childers végül becsülettel leszerel a hadseregből, a megsemmisített bizonyítékok ügye tisztázódik, a követet pedig hamis tanúzás miatt elítélik.

## Szereplők
| Szerep                                | Színész           | Magyar hangja                     | Magyar hangja                                  |
| Szerep                                | Színész           | 1. magyar változat (Mafilm Audio) | 2. magyar változat (Labor Film Szinkronstúdió) |
| ------------------------------------- | ----------------- | --------------------------------- | ---------------------------------------------- |
| Hayes Hodge ezredes                   | Tommy Lee Jones   | Mihályi Győző                     | Mihályi Győző                                  |
| Terry L. Childers ezredes             | Samuel L. Jackson | Csankó Zoltán                     | Vass Gábor                                     |
| Mark Biggs őrnagy                     | Guy Pearce        | Háda János                        |                                                |
| Mourain nagykövet                     | Ben Kingsley      | Szombathy Gyula                   |                                                |
| Bill Sokal nemzetbiztonsági tanácsadó | Bruce Greenwood   | Haás Vander Péter                 |                                                |
| Mrs. Mourain                          | Anne Archer       | Mics Ildikó                       |                                                |
| Lee százados                          | Blair Underwood   | Welker Gábor                      |                                                |
| H. Lawrence Hodges tábornok           | Philip Baker Hall | Kun Vilmos                        |                                                |
| Perry tábornok                        | Dale Dye          | Kovács István                     |                                                |
| Dr. Ahmar                             | Amidou            | Perlaki István                    |                                                |
| Tom Chandler                          | Mark Feuerstein   | Barabás Kiss Zoltán               |                                                |
| E. Warner ezredes, bíró               | Richard McGonagle | Izsóf Vilmos                      |                                                |
| Bink Le Cai ezredes                   | Baoan Coleman     | Pálfai Péter                      |                                                |
| Hayes Hodges III                      | Nicky Katt        | Seszták Szabolcs                  |                                                |
| Hustings százados                     | Ryan Hurst        | n.a                               |                                                |
| Lowry tábornok                        | Kevin Cooney      | Cs. Németh Lajos                  |                                                |
| West tábornok, vezérkari főnök        | Thom Barry        | Kajtár Róbert                     |                                                |
| Wyatt védelmi miniszter               | Conrad Bachmann   | Kardos Gábor                      |                                                |

További magyar hangok: Botár Endre, Kapácsy Miklós, Tarján Péter
A második szinkronban szerephez nem rendelt hangok: Barbinek Péter, Bartók László, Berecz Kristóf Uwe, Dézsy Szabó Gábor, Farkas Zita, Gardi Tamás, Juhász Zoltán, Karsai István, Megyeri János, Széles Tamás, Végh Ferenc

## Fogadtatás
A film vegyes kritikát kapott. A Rotten Tomatoeson 37%-os minősítést ért el 99 értékelés alapján, az összefoglaló szerint: „A forgatókönyv nem meggyőző, a tárgyalótermi cselekmény pedig nem hiteles.” Michael Wilmington a Chicago Tribune-től azt írta, hogy a film „olyan gyilkos komolysággal, bizonyossággal és komor ünnepélyességgel van megírva ... hogy inkább megöli az érdeklődésünket.” Philip Wuntch a Dallas Morning Newstól azt írta: „[A film] megerősíti az egykori csodagyerek rendező, William Friedkin tehetségét.” Lisa Schwarzbaum az Entertainment Weekly-től azt írta: „A két színész a keményfejű anyag katonái, akik vigyázzban állnak a könnyedebb színészek mezőnyében.”
A MetaCritic 45 pontot adott a 100-ból 31 vélemény alapján. Jonathan Foreman a New York Posttól azt írta: „Amilyen mechanikus és kiszámítható, mint egy kakukkos óra, fele olyan jól sem működhetne, mint ahogyan működik.” Carrie Rickey a The Philadelphia Inqurertől azt írta: „[A film] saját ügyetlen történetmesélésének áldozata.” John Hartl a Film.com-tól azt írta: „Ami újra és újra megmenti a filmet, az Jones és Jackson alakításának ereje.”
A Box Office Mojo szerint a film nyereséges volt. Hatvanmillió dolláros költségvetésre 71 millió dolláros bevétel érkezett be.